# San Francisco Yocucundo
San Francisco Yocucundo är en ort i Mexiko.   Den ligger i kommunen San Antonio Huitepec och delstaten Oaxaca, i den sydöstra delen av landet, 400 km sydost om huvudstaden Mexico City. San Francisco Yocucundo ligger 2 322 meter över havet och antalet invånare är 183.
Terrängen runt San Francisco Yocucundo är huvudsakligen kuperad, men österut är den bergig. San Francisco Yocucundo ligger uppe på en höjd. Runt San Francisco Yocucundo är det ganska glesbefolkat, med 34 invånare per kvadratkilometer. Närmaste större samhälle är San Antonio Huitepec, 5,3 km nordost om San Francisco Yocucundo. I omgivningarna runt San Francisco Yocucundo växer huvudsakligen savannskog.